# Altiapa pedaloidina
Altiapa pedaloidina is een vlinder uit de onderfamilie Satyrinae van de familie Nymphalidae.
De wetenschappelijke naam van de soort werd, als Platypthima pedaloidina, voor het eerst geldig gepubliceerd in 1916 door James John Joicey, Alfred Noakes & George Talbot.